# جوئل (آخرین بازمانده از ما)
جوئل میلر (انگلیسی: Joel Miller) یک شخصیت خیالی در سری بازی‌های آخرین بازمانده از ما و آخرین بازمانده از ما قسمت ۲ می‌باشد که توسط شرکت ناتی داگ خلق شد. تروی بیکر صدا گذار این شخصیت بوده و ضبط حرکت آن را بر عهده داشت. در قسمت اول این بازی شخصیت اصلی داستان جوئل بود که به همراه الی در دنیای آخرالزمانی تلاش برای بقا داشت. 
در قسمت دوم این بازی جوئل توسط زنی به نام ابی کشته شد که گفته شده بود جوئل پدر وی را در راه نجات الی کشته بود و مرگ جوئل به نوعی انتقام محسوب می‌شد.

## داستان
جوئل میلر پیش از انتشار ویروس قارچی در ایالات متحدهٔ آمریکا یک نجار ساده بود که با دخترش سارا زندگی می‌کرد. پس از شیوع ویروس قارچی، تشویش و آشفتگی سطح شهر باعث شد تا جوئل به همراه برادرش تامی و دخترش سارا به سمت پناهگاهی بروند اما جراحات ناشی از تصادف در دست سارا باعث تردید سرباز نگهبان منطقهٔ قرنطینه در صحت و سلامتی سارا شد که امکان آلودگی وی بود و او بلافاصله به سمت هر دو تیراندازی کرد و باعث مرگ سارا در آغوش جوئل شد.

### آخرین بازمانده از ما ۱
از آن زمان به بعد جوئل از برادرش تامی جدا شد و به تجارت اسلحه با همکاری شخصی به نام تس پرداخت. جوئل و تس در یکی از همکاری‌های خود با رئیس فایر فلایز، مارلین در ازای پرداخت منافعی به جوئل، جوئل مسولیت انتقال الی به بیمارستانی را خواهد داشت که برخی از نیروهای فایرفلایز در آنجا مستقر هستند. این سفر که مرگ افرادی چون تس را به همراه داشت در چهار فصل روایت می‌شود و رابطهٔ عمیقی بین الی و جوئل شکل می‌گیرد و موانعی را در سر راه خود مواجه و از آن رد خواهند شد که هر چه به سمت جلو پیش روی می‌کنیم هردوی آن‌ها به هم نزدیک تر می‌شدند. اما در پایان آخرین فصل بازی زمانی که فایرفلایز قصد تشریح بدن الی برای تولید واکسن ویروس را داشت و مصونیت الی نسبت به گازهای افراد آلوده فاش شده بود وارد بخش پایانی خود می‌شود. جوئل با کشتن تمامی افراد بیمارستان، الی را از آن منطقه خارج کرد و به او گفت که قصد آن‌ها صرفاً کشتن او بوده‌است که این دروغ جوئل در قسمت دوم بازی برای الی فاش می‌شود.